# Земље Павловића
Земље Павловића или Павловића земља, је историјска су област која је настала у средњем вијеку као посебна управна цјелина средњовјековне Босне којом је владала династија Павловића. Обухватала је већи дио данашње источне Босне. Назив Павловића земља је узет из патронимика, који су носили две генерације Павлових потомака. Сједиште Павловића било је у граду и тврђави Борач који се налази на лијевој страни ријеке Праче, недалеко од Месића.

## Историја
Павле Раденовић, по коме се и назива Павловића земља, владао је простором у источној Босни. Значајније ширење територије Павле је почео 1391. године, када су Санковићи без сагласности краља продали државну територију о којој је краљ могао само одлучивати. По налогу краља Стефана Дабише и великаша заузео је са војводом Влатком Вуковићем Конавле и проширио своје посједе, контролишући са Влатком царину на Леденицама. У Босни је проширио своје територије до Олова на западу, док је на истоку његова територија досезала до Бање, гдје се из дубровачких списа види да је, сједиште епископије дабарске, 1405. било у власти кнеза Павла. Убијен је у завјери краља Остоје (прва влада 1398—1404, друга влада 1409—1418), војводе Сандаља (1392—1435) и Златоносовића током лова на Пареној пољани крај Бобовца, после чега га је наследио настарији син Петар I (1415—1420).
После смрти Павла Раденовића, његова земља је подељена, уследиоло је дуготрајно ратовање браће Петра и Радослава, против Сандаља Хранића. У хумском дијелу територија Павловића била је уоквирена територијом Косача и ту се граница мјењала зависно од променљивих односа измешу ове двије породице. Сужавање територије почело је продајом половине Конавала Дубровчанима 1426. (запечаћено миром 1432) и губитком Требиња и жупу Врм 1438. године, када је га заузео Стефан Вукчић.
У првом налету турске војске 1463. године освојене су земље Павловића. Падом Босне 1463. године, Турци су земљу Павловића назвали „Villajet Pavli” и подијелили је на 11 нахија (Вишеград, Добрун, Хртар, Бродар, Прачу звану Чаталџа, Волујак, Борач, Студена, Гласинац или Мокро, Пале и Оловци (Олово). Сједиште вилајета било је у Вишеграду.
Градови земље Павловића били су:
- Рогатица
- Прача
- Градина код Пала
- Ходиђед и Врхбосна
- Гласинац — на Црквини код Сокоца, на сјеверозападу од Борча;
- Олово — на сјеверозападу од Рогатице, на ријеци Ступчаници;
- Бродар — на истоку од Борча, уз ријеку Дрину низводно од Међеђе;
- Вишеград
- Прибој
- Добрун
- Вратар — код ушћа Жепе у Дрину;
- Петрич — на Дрини низводно од Перућца.
- Требиње
- Цавтат

Имали су неколико царина, од којих су најзначајније биле код:
- Олова
- Дријева